# Schizomitrium fissidentellum
Schizomitrium fissidentellum là một loài Rêu trong họ Hookeriaceae. Loài này được (Besch.) Ochyra mô tả khoa học đầu tiên năm 1982.